# Wilhelm Arntz
Wilhelm Arntz (* 11. Dezember 1861 in Solingen; † 15. August 1942 in München) war Mitglied des Nassauischen Kommunallandtages des preußischen Regierungsbezirks Wiesbaden.

## Leben
Wilhelm Arntz wurde als Sohn des Kaufmanns Johann Wilhelm Arntz und dessen Ehefrau Bertha Plümacher geboren. Er erlernte den Beruf seines Vaters, war kommunalpolitisch engagiert und in den Jahren von 1899 bis 1903 Stadtverordneter in Wiesbaden. In dieser Funktion wurde er 1905 in den Nassauischen Kommunallandtag gewählt. Dieser  war in den Jahren von 1866 bis 1933 die Volksvertretung im Regierungsbezirk Wiesbaden und hatte zunächst 28 Mitglieder:
4 Standesherren, 2 Vertreter der Großgrundbesitzer und 26 Vertreter aus den elf Kreisen des Regierungsbezirks.
Arntz blieb bis 1918 in dem Parlament und war zugleich bis Jahresende 1928 unbesoldeter Stadtrat in Wiesbaden und in dieser Funktion Dezernent für die Armenverwaltung. 1926 leitete er als Geschäftsführer die Eingemeindungskommission für die Wiesbadener Vororte. 

## Ehrungen
- 1927 Stadtältester von Wiesbaden